# 阿瓦提乡 (喀什市)
阿瓦提乡，是中华人民共和国新疆维吾尔自治区喀什地区喀什市下辖的一个乡镇级行政单位。

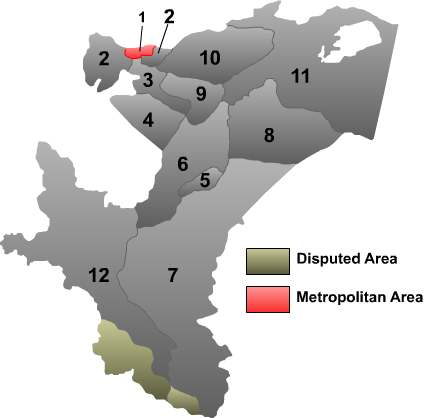
喀什地图

2013年3月29日，新疆维吾尔自治区人民政府批复同意将疏附县阿瓦提乡划归喀什市管辖。

## 行政区划
阿瓦提乡下辖以下地区：
英其开村、亚尔贝希村、吐格曼贝希村、亚喀塔木村、托喀木买里斯村、阿萨村、布尕什村、巴格霍伊拉村、科克其村、哈番拉村、阿曼拉村、喀鲁克村、其特勒克村、喀塔尔克拉克什村、恰尕村、其格勒克村、买提克斯木买里斯村、亚郎村和阿克吾斯塘村。